# Freddy Van Beginne
Freddy Van Beginne (11 oktober 1959) is een gewezen Belgische voetballer. Hij speelde verschillende seizoenen voor tweedeklasser Boom FC.

## Carrière
Freddy Van Beginne werd opgeleid bij RSC Anderlecht, maar kon bij die club begin jaren 80 niet doorbreken. In 1983 verhuisde hij naar tweedeklasser Boom FC, waar hij als libero een vaste waarde werd. Na vijf seizoenen bij Boom zette Van Beginne een stap terug. Hij belandde bij Londerzeel SK, met wie hij in 1989 naar Vierde Klasse promoveerde.
Nadien keerde Van Beginne terug naar Brussel. Hij sloot zich aan bij derdeklasser Union Sint-Gillis, waar hij in totaal twee seizoenen speelde. In 1992 vertrok hij samen met ploegmaat Luc De Waele naar reeksgenoot KFC Lembeek.